# Chytridiomycota
Chytridiomycota is een stam in het rijk van de schimmels (Fungi). De wetenschappelijke naam is afgeleid van het Griekse chytridion wat "kleine pot" betekent. De benaming duidt op de structuur waarin de sporen worden bewaard, het sporendoosje ofwel sporangium. Mycota is een achtervoegsel voor stammen die behoren tot het rijk van de echte schimmels. De Chytridiomycota tellen ruim 900 soorten.
Chytridiomycota behoren tot de primitiefste fungi-soorten. Ze vermeerderen zich door middel van zoösporen, waarom ze vroeger werden gerekend tot de schijnschimmels. Door DNA-onderzoek weet men tegenwoordig, dat deze organismen echte schimmels zijn.
Chytridiomycota hebben een veelkernig thallus, dat eencellig is of uit een systeem van hyfen bestaat. Het thallus kan of in zijn geheel overgaan in een sporendoosje, of op bepaalde plaatsen sporangia vormen. De celwand is verstevigd met chitine (in de hyfen).
De voortplanting gebeurt door het produceren van enkelvoudige gameten.

## Verspreiding
Chytridiomycota komen overal op aarde voor. Ze leven veelal als saprofyt van dood materiaal, maar veel soorten ook als parasiet op planten, algen of kleine dieren. De meeste leven in vochtige grond of zoet water. Sommige soorten leven in zee of in zuurstofloze omgevingen, bijvoorbeeld in de maag van herkauwers.

## Belang
Batrachochytrium dendrobatidis, een groep schimmels uit de orde Rhizophydiales, is berucht als parasiet. Deze veroorzaakt bij amfibieën chytridiomycosis, een infectieziekte die wereldwijd heeft geleid tot massale sterfte onder kikkerpopulaties.
Het geslacht Physoderma veroorzaakt ziekten bij maïs en alfalfa. De soort Olpidium brassicae is verantwoordelijk voor ziekten bij koolsoorten en Synchytrium endobioticum veroorzaakt kankers bij aardappelen.

## Taxonomische indeling
Chytrid Fungi Online geeft de volgende indeling:
Het phylum Chytridiomycota bevat twee klassen: Chytridiomycetes en Monoblepharidomycetes.
Chytridiomycetes omvat vijf ordes:
- Chytridiales
- Rhizophydiales
- Spizellomycetales
- Rhizophlyctidiales
- Lobulomycetales

Monoblepharidomycetes bevat de orde Monoblepharidales
Blastocladiomycota en Neocallimastigomycota, die eerder ook tot de Chytridiomycota werden gerekend, zijn nu in afzonderlijke phyla ondergebracht.